# Civilización en transición
Civilización en transición (en alemán Zivilisation im Übergang) es un conjunto de escritos de Carl Gustav Jung incluidos en el décimo volumen de su Obra completa.

## Contenido
Se reúnen en este volumen de su Obra completa los escritos «sociológicos» de Carl Gustav Jung, esto es, referidos a los procesos de transformación social de su tiempo. Un tiempo que según las fechas de publicación se extiende entre 1918, terminada la Primera Guerra Mundial, y 1959, año en que la China de Mao invade el Tíbet budista, dos años antes de su muerte en 1961, cuando se levanta el muro que dividiría en dos a Europa y a un mundo cada vez más interpenetrado.

## Índice
1. Sobre lo inconsciente (1918)
2. Alma y tierra (1927/1931)
3. El hombre arcaico (1931)
4. El problema anímico del hombre moderno (1928/1931)
5. Sobre el problema amoroso del estudiante universitario (1928)
6. La mujer en Europa (1927)
7. El significado de la psicología para el presente (1933/1934)
8. Acerca de la situación actual de la psicoterapia (1934)
9. Prólogo al libro Reflexiones sobre la historia actual (1946)
10. Wotan (1936/1946)
11. Después de la catástrofe (1945/1946)
12. La lucha con la sombra (1946/1947)
13. Epílogo al libro Reflexiones sobre la historia actual (1946)
14. Presente y futuro (1957)
15. Un mito moderno. De cosas que se ven en el cielo (1958)
16. La conciencia desde un punto de vista psicológico (1958)
17. El bien y el mal en la psicología analítica (1959)
18. Prólogo al libro de Toni Wolf Studien zu C. G. Jungs Psychologie (1959)
19. El significado de la línea suiza en el espectro de Europa (1928)
20. El amanecer de un mundo nuevo. Reseña del libro de H. Keyserling: Amerika. Der Aufgang einer neuen Welt (1930)
21. Reseña de H. Keyserling La révolution mondiale et la responsabilité de l'esprit (1934)
22. Complicaciones de la psicología norteamericana (1930)
23. El mundo ensoñador de la India (1939)
24. Lo que la India puede enseñarnos (1939)
25. Apéndice: Nueve comunicaciones breves (1933/1938)

## Edición en castellano
- Jung, Carl Gustav (2001 [1ª reimpresión 2014]). Obra completa de Carl Gustav Jung. Volumen 10: Civilización en transición. Traducción Carlos Martín Ramírez. Madrid: Editorial Trotta. ISBN 978-84-8164-405-0/ ISBN 978-84-8164-403-6.